# Sibato
Sibato (auch Sibaton genannt) ist eine aus zwei Felsen bestehende Insel und Bestandteil der Gruppe der Caluya-Inseln, welche sich in der philippinischen Provinz Antique befindet.

## Lage und Geographie
Die Insel liegt ca. 107 m westlich der Küste der Insel Semirara mit zwei prägnanten Felsen. Der größere der beiden Felsen hat eine Länge ca. 100 m und ist teils nur ca. 43 m breit. Beide Felsbrocken sind im Innenteil mit Wald überzogen. Im Norden der größeren Insel gibt es vereinzelte kleinere Felsen ohne Vegetation.